# تیگران پاشا
تیگران پاشا (ارمنی: Տիգրան Փաշա‎؛ عربی: تكران باشا؛ – ۲۷ ژوئیه ۱۹۰۴) سیاست‌مدار ارمنی‌تبار اهل مصر که از ۱۴ مه ۱۸۹۱ تا ۱۵ آوریل ۱۸۹۴ سمت وزارت امورخارجه مصر برعهده داشت. وی برادرزاده نوبار پاشا بود.